# Магомадас
Магомадас (итал. Magomadas) — коммуна в Италии, располагается в регионе Сардиния, в провинции Ористано.
Население составляет 596 человек (2008 г.), плотность населения составляет 67 чел./км². Занимает площадь 9 км². Почтовый индекс — 8010. Телефонный код — 0785.
Покровителем коммуны почитается Иоанн Предтеча, празднование 24 июня.

## Демография
Динамика населения:

## Администрация коммуны
- Официальный сайт: https://web.archive.org/web/20080708181139/http://www.comune.magomadas.nu.it/